# Instituto de Biologia Molecular e Celular
O Instituto de Biologia Molecular e Celular (sigla: IBMC) é uma instituição de investigação multidisciplinar, nas áreas de doenças genéticas, doenças infecciosas e imunologia, neurociências, stress e biologia estrutural. Foi fundada na década de 1990, no Porto, em Portugal. 
A maior parte dos seus investigadores são docentes da Universidade do Porto e de dois hospitais universitários, bem como outros nacionais de investigação biomédica e de instituições ambientais, de outras universidades públicas e privadas e uma dúzia de empresas. Bial, uma bem conhecida empresa farmacêutica portuguesa, com sede no Porto, é uma das empresas associadas. 
O seu primeiro director e co-fundador foi Alexandre Quintanilha, professor Catedrático do Instituto de Ciências Biomédicas Abel Salazar.